# 氧代丙二腈
氧代丙二腈是一种有机化合物，化学式为C3N2O。它可由四氰基环氧乙烷和甲硫醚反应制得。它可以和六氟锑酸银在二氧化硫中于低温反应，得到含阳离子框架的[Ag{NCC(O)CN}2]n[SbF6]n。它和乙烯酮反应，可以得到β,β-二氰基丙内酯。它可用于氰甲酸酯的合成。